# هيلين تشادويك
هيلين تشادويك (بالإنجليزية: Helene Chadwick)‏ هي ممثلة أمريكية، ولدت في 25 نوفمبر 1897 بمقاطعة أونيدا في الولايات المتحدة، وتوفيت في 4 سبتمبر 1940 بلوس أنجلوس في الولايات المتحدة.

## وصلات خارجية
- هيلين تشادويك على موقع IMDb (الإنجليزية)
- هيلين تشادويك على موقع أول موفي (الإنجليزية)
- هيلين تشادويك على موقع قاعدة بيانات الأفلام السويدية (السويدية)
- هيلين تشادويك على موقع قاعدة بيانات الفيلم (الإنجليزية)